# ПТС-3
ПТС-3 — плаваючий транспортер середній.
Призначений для транспортування десанту, десантної переправи через водні перешкоди артилерійських систем, колісних і гусеничних тягачів, бронетранспортерів, автомобілів, особового складу і різних вантажів.

## Історія створення і виробництва
Розроблено на Луганському тепловозобудівному заводі під керівництвом головного конструктора Л. І. Позднякова в 1988 році на основі вузлів танка Т-64.

## Опис конструкції

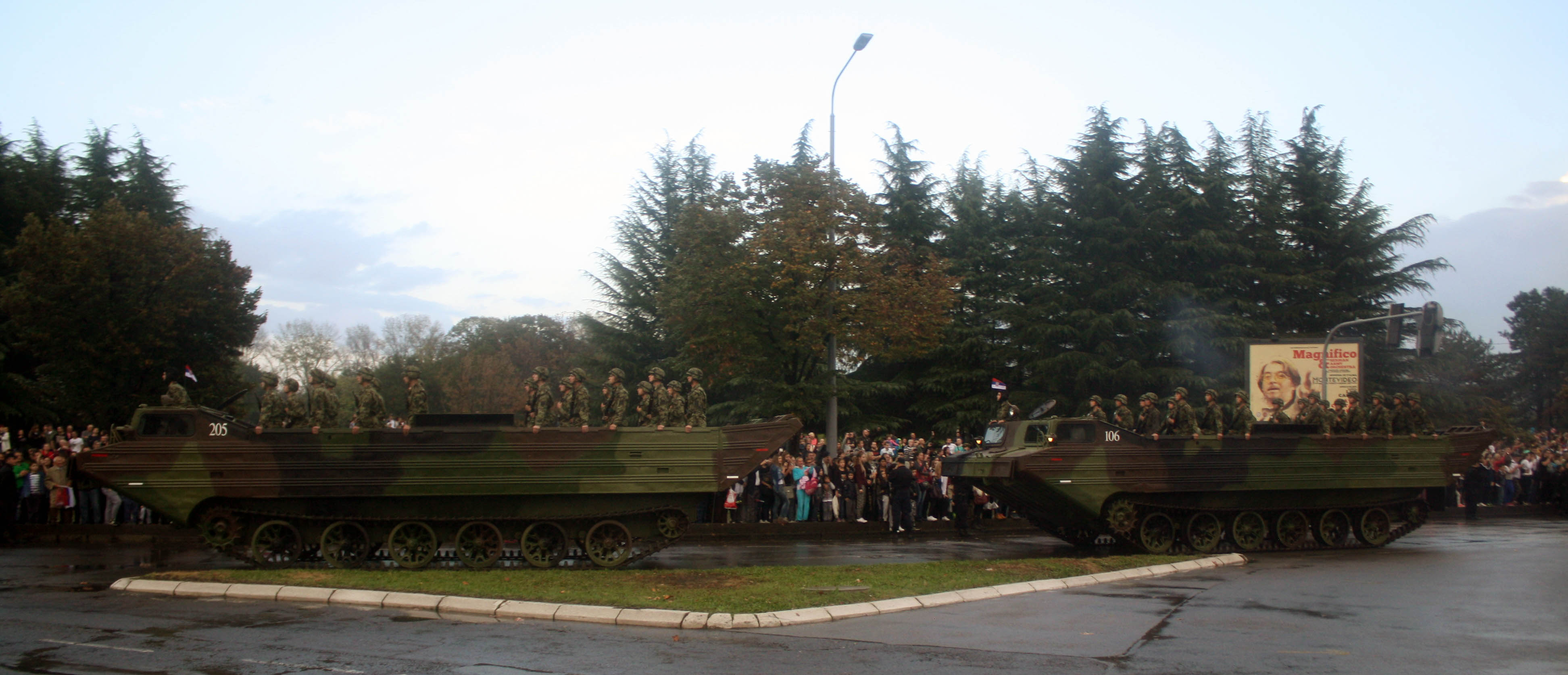
ПТС-3

- В ПТС-3, порівняно з ПТС-2, вантажопідйомність на воді була збільшена з 12 до 16 тонн вантажу або 75 десантників, швидкість руху з повним навантаженням на воді — з 12 км/год до 15 км/год і площа вантажної платформи — до 24 м² (8285 х 2890 мм).
- Маса транспортера збільшилася до 25,8 т.
- Суходолом машина може рухатися зі швидкістю в 60 км/год. Запас ходу — до 500 км.

## Захищеність
ПТС-3 обладнаний броньованою кабіною з фільтровентиляційною установкою, а також пристроєм для самообкопування.

## Модифікації
МЗП "Дєржатєль" - машина забезпечення переправ, розроблена на базі ПТС-3 у 1992 році. Оснащена екскаватором, гідромонітором, бульдозерним обладнанням, лебідкою та мотобурами, пристроєм для запуску димових гранат. Розробкою МОП займалися у 1980-х роках на Луганському тепловозобудівному заводі, налагодити її серійне виробництво завадив розпад Радянського Союзу. Серійно не вироблялася, існує в єдиному екземплярі. 